# Felix Sturm
Felix Sturm, nome d'arte di Adnan Ćatić (Leverkusen, 31 gennaio 1979), è un pugile tedesco di origini bosniache.
Soprannominato "The Fighter", è campione WBA dei pesi supermedi dal 2016. In precedenza ha detenuto anche i titoli WBA, WBO ed IBF dei pesi medi.

## Carriera professionale
Felix Sturm compie il suo debutto da professionista il 27 gennaio 2001, sconfiggendo l'angolano Antonio Ribeiro ai punti dopo quattro  riprese.